# هاري
هاري (بالإنجليزية: Hari)‏ هو مخرج هندي، ولد في 4 يناير 1966 في Nazareth, Tamil Nadu ‏ في الهند.

## وصلات خارجية
- هاري على موقع IMDb (الإنجليزية)
- هاري على موقع ميوزك برينز (الإنجليزية)
- هاري على موقع أول موفي (الإنجليزية)
- هاري على موقع قاعدة بيانات الفيلم (الإنجليزية)